# A Baña
A Baña (galicisch und offiziell; spanisch La Baña) ist ein Municipio, ein Parroquia und ein Ort in der Autonomen Gemeinschaft Galicien. Er befindet sich in der Provinz A Coruña im Norden von Spanien. Die 3.291 Einwohner (Stand: 2024) leben auf eine Fläche von 98,19 km², 52 Kilometer von der Regierungshauptstadt A Coruña entfernt.

## Geschichte
Die erste Erwähnung von A Baña stammt aus einem Manuskript von 1153, welches in den Annalen des Klosters San Xusto de Toxosoutos gefunden wurde.

## Sehenswürdigkeiten
- Die Pfarrkirchen der Parroquias

## Demografie
Legende: La Baña___A Baña

Quelle: INE-Archiv – grafische Aufarbeitung für Wikipedia

## Gemeindegliederung
Die Gemeinde A Baña ist in 15 Parroquias gegliedert:
| Parroquias            | Patrozinium    | Einwohner 2024 | Fläche km² | Dichte Einw./km² | Höhe msnm | Ortskennzahl |
| --------------------- | -------------- | -------------- | ---------- | ---------------- | --------- | ------------ |
| A Baña                | San Vicenzo    | 526            | 10,78      | 49               | 272       | 15007010000  |
| Barcala               | San Xoán       | 178            | 3,67       | 49               | 0         | 15007030000  |
| O Barro               | Santa Mariña   | 99             | 4,10       | 24               | 360       | 15007040000  |
| Cabanas               | San Miguel     | 164            | 6,11       | 27               | 373       | 15007050000  |
| Corneira              | San Cristovo   | 286            | 7,96       | 36               | 212       | 15007060000  |
| A Ermida              | San Salvador   | 103            | 5,20       | 20               | 347       | 15007070000  |
| Fiopáns               | San Pedro      | 157            | 3,55       | 44               | 229       | 15007080000  |
| Lañas                 | Santa Baia     | 306            | 9,58       | 32               | 352       | 15007090000  |
| Marcelle              | Santa Cristina | 141            | 5,33       | 26               | 359       | 15007100000  |
| Ordoeste              | Santa María    | 221            | 4,09       | 54               | 213       | 15007120000  |
| A Riba                | San Xoán       | 240            | 11,67      | 21               | 316       | 15007130000  |
| San Cibrán de Barcala | San Cibrán     | 118            | 3,14       | 38               | 0         | 15007020000  |
| Sanamede do Monte     | San Mamede     | 402            | 8,57       | 47               | 274       | 15007110000  |
| Suevos                | San Mamede     | 177            | 6,25       | 28               | 367       | 15007140000  |
| Troitosende           | Santa María    | 214            | 8,04       | 27               | 178       | 15007150000  |

## Wirtschaft
| Ackerbau, Viehzucht und Fischerei                                                  | 0137  | 011,90 |
| Industrie                                                                          | 0135  | 011,73 |
| Bauwirtschaft                                                                      | 0132  | 011,47 |
| Dienstleistungsbetriebe                                                            | 0747  | 064,90 |
| Total                                                                              | 1.151 | 100,00 |
| * Daten aus dem Statistischen Amt für Wirtschaftliche Entwicklung in Galicien, IGE |       |        |